# Kirti Sirimegha
Kirti Sirimegha fou rei d'Anuradhapura (Sri Lanka) vers el 560. Fou fill i successor de Moggallana II.
A la mort de Moggallana II la seva reina va fer enverinar a tots els possibles aspirants al tron per assegurar la successió del seu fill Kirti Sirimegha. El nou rei es va mostrar sentimental i de idees socialistes i volia ajudar els habitants del país repartint els ingressos de l'estat. Al dia dinovè del seu regnat fou assassinat per Maha Naga del clan Moriya dels Lambakanna, que havia estat cap de l'exèrcit sota el rei Dathapabhuti i ja havia conspirat a Ruhunu per una rebel·lió per prendre el poder durant el regnat de Moggallana II. Maha Naga es va proclamar rei.